# Stefano Casagranda
Stefano Casagranda (Borgo Valsugana, Província de Trento, 23 de març de 1973) va ser un ciclista italià, que fou professional entre 1996 i 2007.

## Palmarès
- 1995
  - 1r al Trofeu Mario Zanchi
- 1996
  - Vencedor d'una etapa a la París-Niça
- 1998
  - Vencedor d'una etapa a la Giro del Trentino
- 2000
  - Vencedor d'una etapa a la Volta a Castella i Lleó
- 2001
  - Vencedor d'una etapa a la Volta a Dinamarca
- 2002
  - Vencedor d'una etapa al Rothaus Regio-Tour

### Resultats al Tour de França
- 1998. Abandona (10a etapa)
- 2002. Abandona (12a etapa)
- 2004. No surt (9a etapa)

### Resultats al Giro d'Itàlia
- 1996. Abandona (20a etapa)
- 1997. Abandona (11a etapa)
- 1999. Fora de control (17a etapa)
- 2001. 108è de la classificació general

### Resultats a la Volta a Espanya
- 1996. 108è de la classificació general
- 2000. 116è de la classificació general
- 2001. 133è de la classificació general
- 2003. 135è de la classificació general